# Krat Rocks
Krat Rocks är en kulle i Antarktis. Den ligger i Östantarktis. Australien gör anspråk på området.
Terrängen runt Krat Rocks är platt. Havet är nära Krat Rocks åt nordväst. Trakten är glest befolkad. Närmaste befolkade plats är Davis Station, 2,5 kilometer öster om Krat Rocks. 